# Лауреаты Государственной премии Украины в области науки и техники (1983)
Государственная премия УССР в области науки и техники — лауреаты 1983 года.
На основании представления комитета по государственным премиям УССР в области науки и техники Центральный Комитет Компартии Украины и Совет Министров УССР издали постановление № 600 от 14 декабря 1983 года «О присуждении Государственных премий Украины в области науки и техники 1983 года».

## Лауреаты Государственной премии Украины в области науки и техники 1983 года
| Премированная работа | Лауреаты                                      | Кратко о лауреате |
| --- | --------------------------------------------- | --- |
| Цикл работ «Физические основы управления свойствами материалов и приборов твердотельной электроники действием                                                                                             | Добролеж, Сергей Александрович                | начальник отделения Научно-исследовательского института производственного объединения «Кристалл» имени Ленинского комсомола                                                      |
| Цикл работ «Физические основы управления свойствами материалов и приборов твердотельной электроники действием                                                                                             | Горин, Борис Михайлович                       | кандидат технических наук, начальник лаборатории Научно-исследовательского института приборостроения                                                                             |
| Цикл работ «Физические основы управления свойствами материалов и приборов твердотельной электроники действием                                                                                             | Александров, Александр Павлович               | инженер-испытатель научно-производственного объединения «Энергия» |
| Цикл работ «Физические основы управления свойствами материалов и приборов твердотельной электроники действием                                                                                             | Кив, Арик Ефимович                            | доктор физико-математических наук, заведующий кафедрой Криворожского государственного педагогического института                                                                  |
| Цикл работ «Физические основы управления свойствами материалов и приборов твердотельной электроники действием                                                                                             | Ясковец, Иван Иванович                        | кандидат физико-математических наук, старший научный сотрудник Института физики Академии наук УССР                                                                               |
| Цикл работ «Физические основы управления свойствами материалов и приборов твердотельной электроники действием                                                                                             | Давыдова, Надежда Александровна               | кандидат физико-математических наук, старший научный сотрудник Института физики Академии наук УССР                                                                               |
| Цикл работ «Физические основы управления свойствами материалов и приборов твердотельной электроники действием                                                                                             | Шаховцов, Валерий Иванович                    | заведующий отделом Института физики Академии наук УССР |
| Цикл работ «Физические основы управления свойствами материалов и приборов твердотельной электроники действием                                                                                             | Винецкий, Валентин Львович                    | доктор физико-математических наук, старший научный сотрудник Института физики Академии наук УССР                                                                                 |
| Цикл работ «Физические основы управления свойствами материалов и приборов твердотельной электроники действием                                                                                             | Корсунская, Надежда Евсеевна                  | кандидат физико-математических наук, старший научный сотрудник Института полупроводников Академии наук УССР                                                                      |
| Цикл работ «Физические основы управления свойствами материалов и приборов твердотельной электроники действием                                                                                             | Бугай, Александр Аркадьевич                   | доктор физико-математических наук, заведующий отделом Института полупроводников Академии наук УССР                                                                               |
| Разработка и внедрение физических методов неразрушающего контроля волочильного производства в кабельной промышленности                                                                                    | Морозов, Юрий Семёнович                       | кандидат экономических наук, заместитель начальника Всесоюзного промышленного объединения по производству кабельной продукции                                                    |
| Разработка и внедрение физических методов неразрушающего контроля волочильного производства в кабельной промышленности                                                                                    | Комяк, Николай Иванович                       | доктор технических наук, заведующий отделом ленинградского научно-производственного объединения «Буревестник»                                                                    |
| Разработка и внедрение физических методов неразрушающего контроля волочильного производства в кабельной промышленности                                                                                    | Ковалёв, Юрий Викторович                      | заведующий отделом отраслевой научно-исследовательской лаборатории Одесского государственного университета имени И. И. Мечникова                                                 |
| Разработка и внедрение физических методов неразрушающего контроля волочильного производства в кабельной промышленности                                                                                    | Ханонкин, Александр Аркадьевич                | кандидат физико-математических наук, заведующий отраслевой научно-исследовательской лабораторией Одесского государственного университета имени И. И. Мечникова                   |
| Разработка и внедрение физических методов неразрушающего контроля волочильного производства в кабельной промышленности                                                                                    | Белоус, Виталий Михайлович                    | доктор физико-математических наук, директор научно-исследовательского института физики                                                                                           |
| Разработка и внедрение физических методов неразрушающего контроля волочильного производства в кабельной промышленности                                                                                    | Смелянский, Владимир Миронович                | начальник центральной лаборатории Одесского кабельного завода имени 60-летия Великой Октябрьской социалистической революции                                                      |
| Разработка и внедрение физических методов неразрушающего контроля волочильного производства в кабельной промышленности                                                                                    | Луценко, Георгий Иванович                     | главный технолог Одесского кабельного завода имени 60-летия Великой Октябрьской социалистической революции                                                                       |
| Разработка и внедрение физических методов неразрушающего контроля волочильного производства в кабельной промышленности                                                                                    | Иваницкий, Александр Игнатьевич               | главный инженер Одесского кабельного завода имени 60-летия Великой Октябрьской социалистической революции                                                                        |
| Разработка и внедрение физических методов неразрушающего контроля волочильного производства в кабельной промышленности                                                                                    | Корнисюк, Виктор Сергеевич                    | директор Одесского кабельного завода имени 60-летия Великой Октябрьской социалистической революции                                                                               |
| Разработка и внедрение физических методов неразрушающего контроля волочильного производства в кабельной промышленности                                                                                    | Лютцау, Всеволод Григорьевич                  | доктор технических наук, заместитель заведующего отделом Института машиноведения имени А. А. Благонравова Академии наук СССР                                                     |
| Цикл работ «Теоретическая и региональная минералогия» | Лазаренко, Евгений Константинович (посмертно) | академик Академии наук УССР |
| Цикл работ «Теоретическая и региональная минералогия» | Калюжный, Владимир Антонович                  | доктор геолого-минералогических наук, заведующий отделом Института геологии и геохимии горючих ископаемых Академии наук УССР                                                     |
| Цикл работ «Теоретическая и региональная минералогия» | Панов, Борис Семёнович                        | доктор геолого-минералогических наук, заведующий кафедрой Донецкого политехнического института                                                                                   |
| Цикл работ «Теоретическая и региональная минералогия» | Матковский, Орест Илярович                    | доктор геолого-минералогических наук, заведующий кафедрой Львовского государственного университета имени Ивана Франко                                                            |
| Цикл работ «Теоретическая и региональная минералогия» | Таращан, Аркадий Николаевич                   | доктор геолого-минералогических наук, заведующий лабораторией Института геохимии и физики минералов Академии наук УССР                                                           |
| Цикл работ «Теоретическая и региональная минералогия» | Матяш, Иван Васильевич                        | доктор физико-математических наук, заведующий отделом Института геохимии и физики минералов Академии наук                                                                        |
| Цикл работ «Теоретическая и региональная минералогия» | Платонов, Алексей Николаевич                  | доктор геолого-минералогических наук, заведующий отделом Института геохимии и физики минералов Академии наук УССР                                                                |
| Цикл работ «Теоретическая и региональная минералогия» | Литвин, Александр Лукич                       | доктор геолого-минералогических наук, заведующий отделом Института геохимии и физики минералов Академии наук УССР                                                                |
| Цикл работ «Теоретическая и региональная минералогия» | Куковский, Евгений Георгиевич                 | доктор геолого-минералогических наук, заведующий отделом Института геохимии и физики минералов Академии наук УССР                                                                |
| Цикл работ «Теоретическая и региональная минералогия» | Поваренных, Александр Сергеевич               | академик Академии наук УССР, заведующий отделом Института геохимии и физики минералов Академии наук УССР                                                                         |
| Разработка и широкое промышленное внедрение прогрессивной циклически-поточной технологии на железорудных карьерах Кривбасса                                                                               | Китач, Гавриил Макарович (посмертно)          | доктор технических наук |
| Разработка и широкое промышленное внедрение прогрессивной циклически-поточной технологии на железорудных карьерах Кривбасса                                                                               | Тартаковский, Борис Нусимович (посмертно)     | доктор технических наук |
| Разработка и широкое промышленное внедрение прогрессивной циклически-поточной технологии на железорудных карьерах Кривбасса                                                                               | Андрющенко, Анатолий Васильевич               | заместитель главного инженера Государственного института по проектированию предприятий железорудной промышленности «Кривбасспроект»                                              |
| Разработка и широкое промышленное внедрение прогрессивной циклически-поточной технологии на железорудных карьерах Кривбасса                                                                               | Савицкий, Иван Иванович                       | директор Южного горно-обогатительного комбината имени XXV съезда КПСС |
| Разработка и широкое промышленное внедрение прогрессивной циклически-поточной технологии на железорудных карьерах Кривбасса                                                                               | Панчошный, Николай Максимович                 | директор Северного горно-обогатительного комбината имени Комсомола Украины |
| Разработка и широкое промышленное внедрение прогрессивной циклически-поточной технологии на железорудных карьерах Кривбасса                                                                               | Колибаба, Владимир Лаврентьевич               | кандидат технических наук, заместитель начальника управления Министерства чёрной металлургии СССР                                                                                |
| Разработка и широкое промышленное внедрение прогрессивной циклически-поточной технологии на железорудных карьерах Кривбасса                                                                               | Киковка, Евгений Иванович                     | кандидат технических наук, главный инженер Ингулецкого горно-обогатительного комбината имени 50-летия СССР                                                                       |
| Разработка и широкое промышленное внедрение прогрессивной циклически-поточной технологии на железорудных карьерах Кривбасса                                                                               | Васильев, Михаил Владимирович                 | доктор технических наук, директор Института горного дела Министерства чёрной металлургии СССР                                                                                    |
| Разработка и широкое промышленное внедрение прогрессивной циклически-поточной технологии на железорудных карьерах Кривбасса                                                                               | Ефремов, Эрнест Иванович                      | доктор технических наук, заместитель директора Института геотехнической механики Академии наук УССР                                                                              |
| Разработка и широкое промышленное внедрение прогрессивной циклически-поточной технологии на железорудных карьерах Кривбасса                                                                               | Новожилов, Михаил Галактионович               | доктор технических наук, заведующий кафедрой Днепропетровского горного института имени Артёма                                                                                    |
| Работа «Организация производства уникальных сварных конструкций для газонефтехимической промышленности на основе разработки и внедрения новых высокоэффективных материалов и технологических процессов»   | Макара, Арсений Мартынович (посмертно)        | член-корреспондент Академии наук УССР |
| Работа «Организация производства уникальных сварных конструкций для газонефтехимической промышленности на основе разработки и внедрения новых высокоэффективных материалов и технологических процессов»   | Пивень, Григорий Антонович                    | начальник цеха производственного объединения «Ждановтяжмаш» |
| Работа «Организация производства уникальных сварных конструкций для газонефтехимической промышленности на основе разработки и внедрения новых высокоэффективных материалов и технологических процессов»   | Налча, Георгий Иванович                       | кандидат технических наук, начальник отдела Ждановского металлургического завода имени Ильича                                                                                    |
| Работа «Организация производства уникальных сварных конструкций для газонефтехимической промышленности на основе разработки и внедрения новых высокоэффективных материалов и технологических процессов»   | Елхимов, Фёдор Михайлович                     | электросварщик Волгоградское производственное объединение нефтяного машиностроения                                                                                               |
| Работа «Организация производства уникальных сварных конструкций для газонефтехимической промышленности на основе разработки и внедрения новых высокоэффективных материалов и технологических процессов»   | Бублик, Григорий Иванович                     | главный инженер Волгоградского производственного объединения нефтяного машиностроения                                                                                            |
| Работа «Организация производства уникальных сварных конструкций для газонефтехимической промышленности на основе разработки и внедрения новых высокоэффективных материалов и технологических процессов»   | Сальников, Геннадий Алексеевич                | генеральный директор Волгоградского производственного объединения нефтяного машиностроения                                                                                       |
| Работа «Организация производства уникальных сварных конструкций для газонефтехимической промышленности на основе разработки и внедрения новых высокоэффективных материалов и технологических процессов»   | Рубенчик, Юлий Израилович                     | доктор технических наук, заведующий кафедрой Волгоградского политехнического института                                                                                           |
| Работа «Организация производства уникальных сварных конструкций для газонефтехимической промышленности на основе разработки и внедрения новых высокоэффективных материалов и технологических процессов»   | Юрчишин, Александр Витальевич                 | старший инженер Института электросварки имени Е. О. Патона Академии наук УССР |
| Работа «Организация производства уникальных сварных конструкций для газонефтехимической промышленности на основе разработки и внедрения новых высокоэффективных материалов и технологических процессов»   | Егорова, Светлана Васильевна                  | кандидат технических наук, старший научный сотрудник Института электросварки имени Е. О. Патона Академии наук УССР                                                               |
| Работа «Организация производства уникальных сварных конструкций для газонефтехимической промышленности на основе разработки и внедрения новых высокоэффективных материалов и технологических процессов»   | Стеренбоген, Юрий Александрович               | доктор технических наук, заведующий отделом Института электросварки имени Е. О. Патона Академии наук УССР                                                                        |
| Разработка и внедрение технологии монодисперсного гранилирования расплавов и нового виброгрануляционного оборудования в производстве минеральных удобрений на предприятиях азотной промышленности         | Иванов, Марк Ефремович                        | кандидат технических наук, заведующий лабораторией Государственного научно-исследовательского и проектного института азотной промышленности и продуктов органического синтеза    |
| Разработка и внедрение технологии монодисперсного гранилирования расплавов и нового виброгрануляционного оборудования в производстве минеральных удобрений на предприятиях азотной промышленности         | Олевский, Виктор Маркович                     | доктор технических наук, заместитель директора Государственного научно-исследовательского и проектного института азотной промышленности и продуктов органического синтеза        |
| Разработка и внедрение технологии монодисперсного гранилирования расплавов и нового виброгрануляционного оборудования в производстве минеральных удобрений на предприятиях азотной промышленности         | Буцкий, Николай Дмитриевич                    | заместитель заведующего отделом Опытного конструкторско-технологического бюро Института технической теплофизики Академии наук УССР                                               |
| Разработка и внедрение технологии монодисперсного гранилирования расплавов и нового виброгрануляционного оборудования в производстве минеральных удобрений на предприятиях азотной промышленности         | Кравченко, Юрий Сергеевич                     | заместитель начальника Опытного конструкторско-технологического бюро Института технической теплофизики Академии наук УССР                                                        |
| Разработка и внедрение технологии монодисперсного гранилирования расплавов и нового виброгрануляционного оборудования в производстве минеральных удобрений на предприятиях азотной промышленности         | Кремнёв, Олег Александрович                   | академик Академии наук УССР, заместитель директора Института технической теплофизики Академии наук УССР                                                                          |
| Разработка и внедрение технологии монодисперсного гранилирования расплавов и нового виброгрануляционного оборудования в производстве минеральных удобрений на предприятиях азотной промышленности         | Назаров, Сергей Константинович                | начальник отдела Горловского производственного объединения «Стирол» имени Серго Орджоникидзе                                                                                     |
| Разработка и внедрение технологии монодисперсного гранилирования расплавов и нового виброгрануляционного оборудования в производстве минеральных удобрений на предприятиях азотной промышленности         | Пащенко, Григорий Самойлович                  | начальник цеха Черкасского производственного объединения «Азот» |
| Разработка и внедрение технологии монодисперсного гранилирования расплавов и нового виброгрануляционного оборудования в производстве минеральных удобрений на предприятиях азотной промышленности         | Шевцов, Анатолий Ефимович                     | начальник цеха Северодонецкого производственного объединения «Азот» имени Комсомола Украины                                                                                      |
| Разработка и внедрение технологии монодисперсного гранилирования расплавов и нового виброгрануляционного оборудования в производстве минеральных удобрений на предприятиях азотной промышленности         | Клоповский, Борис Алексеевич                  | ведущий инженер Всесоюзного научно-исследовательского и конструкторского института химического машиностроения                                                                    |
| Разработка и внедрение технологии монодисперсного гранилирования расплавов и нового виброгрануляционного оборудования в производстве минеральных удобрений на предприятиях азотной промышленности         | Холин, Борис Георгиевич                       | доктор технических наук, заместитель директора Сумского филиала Харьковского политехнического института имени В. И. Ленина                                                       |
| Цикл работ «Экспериментальные и теоретические исследования по физики жидких металлов» | Гурский, Зиновий Александрович                | кандидат физико-математических наук, старший научный сотрудник Львовского отделения Института теоретической физики Академии наук УССР                                            |
| Цикл работ «Экспериментальные и теоретические исследования по физики жидких металлов» | Алексеев, Владимир Алексеевич                 | кандидат физико-математических наук, руководитель группы Института атомной энергии имени И. В. Курчатова                                                                         |
| Цикл работ «Экспериментальные и теоретические исследования по физики жидких металлов» | Прохоренко, Виктор Яковлевич                  | кандидат физико-математических наук, доцент Львовского государственного университета имени Ивана Франко                                                                          |
| Цикл работ «Экспериментальные и теоретические исследования по физики жидких металлов» | Дутчак, Ярослав Йосифович                     | доктор физико-математических наук, заведующий кафедрой Львовского государственного университета имени Ивана Франко                                                               |
| Цикл работ «Экспериментальные и теоретические исследования по физики жидких металлов» | Ильинский, Александр Георгиевич               | кандидат физико-математических наук, старший научный сотрудник Института металлофизики Академии наук УССР                                                                        |
| Цикл работ «Экспериментальные и теоретические исследования по физики жидких металлов» | Романова, Александра Васильевна               | доктор физико-математических наук, заведующая отделом Института металлофизики Академии наук УССР                                                                                 |
| Цикл работ «Экспериментальные и теоретические исследования по физики жидких металлов» | Фёдоров, Валентин Евгеньевич                  | кандидат физико-математических наук, доцент Киевского государственного университета имени Т. Г. Шевченко                                                                         |
| Цикл работ «Экспериментальные и теоретические исследования по физики жидких металлов» | Лысов, Владимир Иванович                      | кандидат физико-математических наук, заведующий лабораторией Киевского государственного университета имени Т. Г. Шевченко                                                        |
| Цикл работ «Экспериментальные и теоретические исследования по физики жидких металлов» | Харьков, Евгений Иосифович                    | доктор физико-математических наук, профессор Киевского государственного университета имени Т. Г. Шевченко                                                                        |
| Цикл работ «Экспериментальные и теоретические исследования по физики жидких металлов» | Кузьменко, Пётр Павлович                      | доктор физико-математических наук, заведующий кафедрой Киевского государственного университета имени Т. Г. Шевченко                                                              |
| Цикл работ «Разработка теории и практическое построение координатных систем для геодинамических, селенодезических и космических исследований»                                                             | Гаврилов, Игорь Владимирович (посмертно)      | доктор физико-математических наук |
| Цикл работ «Разработка теории и практическое построение координатных систем для геодинамических, селенодезических и космических исследований»                                                             | Курьянова, Антонина Никитовна                 | кандидат физико-математических наук, младший научный сотрудник Главной астрономической обсерватории Академии наук УССР                                                           |
| Цикл работ «Разработка теории и практическое построение координатных систем для геодинамических, селенодезических и космических исследований»                                                             | Корсунь, Алла Алексеевна                      | кандидат физико-математических наук, старший научный сотрудник Главной астрономической обсерватории Академии наук УССР                                                           |
| Цикл работ «Разработка теории и практическое построение координатных систем для геодинамических, селенодезических и космических исследований»                                                             | Дума, Дмитрий Павлович                        | доктор физико-математических наук, заведующий лабораторией Главной астрономической обсерватории Академии наук УССР                                                               |
| Цикл работ «Разработка теории и практическое построение координатных систем для геодинамических, селенодезических и космических исследований»                                                             | Фёдоров, Евгений Павлович                     | академик Академии наук УССР, старший научный сотрудник-консультант Главной астрономической обсерватории Академии наук УССР                                                       |
| Цикл работ «Разработка теории и практическое построение координатных систем для геодинамических, селенодезических и космических исследований»                                                             | Яцкив, Ярослав Степанович                     | член-корреспондент Академии наук УССР, директор Главной астрономической обсерватории Академии наук УССР                                                                          |
| Цикл работ «Разработка теории и практическое построение координатных систем для геодинамических, селенодезических и космических исследований»                                                             | Кислюк, Виталий Степанович                    | кандидат физико-математических наук, заместитель директора Главной астрономической обсерватории Академии наук УССР                                                               |
| Создание Музея медицины УССР, восстановление Музея-усадьбы М. И. Пирогова, использование их для широкой пропаганды достижений отечественной медицинской науки и практики здравоохранения                  | Крыжопольский, Альберт Мошкович               | художник Киевского комбината монументально-декоративного искусства |
| Создание Музея медицины УССР, восстановление Музея-усадьбы М. И. Пирогова, использование их для широкой пропаганды достижений отечественной медицинской науки и практики здравоохранения                  | Хан, Николай Алексеевич (посмертно)           | художник |
| Создание Музея медицины УССР, восстановление Музея-усадьбы М. И. Пирогова, использование их для широкой пропаганды достижений отечественной медицинской науки и практики здравоохранения                  | Гончаренко, Сергей Иванович                   | художник-живописец Киевского скульптурно-живописного комбината |
| Создание Музея медицины УССР, восстановление Музея-усадьбы М. И. Пирогова, использование их для широкой пропаганды достижений отечественной медицинской науки и практики здравоохранения                  | Собчук, Галина Семёновна                      | директор музея-усадьбы М. И. Пирогова |
| Создание Музея медицины УССР, восстановление Музея-усадьбы М. И. Пирогова, использование их для широкой пропаганды достижений отечественной медицинской науки и практики здравоохранения                  | Дебов, Сергей Сергеевич                       | академик Академии медицинских наук СССР |
| Создание Музея медицины УССР, восстановление Музея-усадьбы М. И. Пирогова, использование их для широкой пропаганды достижений отечественной медицинской науки и практики здравоохранения                  | Билык, Василий Данилович                      | доктор медицинских наук, ректор Винницкого медицинского института имени М. И. Пирогова                                                                                           |
| Создание Музея медицины УССР, восстановление Музея-усадьбы М. И. Пирогова, использование их для широкой пропаганды достижений отечественной медицинской науки и практики здравоохранения                  | Кульчицкий, Константин Иванович               | доктор медицинских наук, заведующий кафедрой Киевского медицинского института имени академика А. О. Богомольца                                                                   |
| Создание Музея медицины УССР, восстановление Музея-усадьбы М. И. Пирогова, использование их для широкой пропаганды достижений отечественной медицинской науки и практики здравоохранения                  | Уташ, Анатолий Васильевич                     | главный механик Музея медицины УССР |
| Создание Музея медицины УССР, восстановление Музея-усадьбы М. И. Пирогова, использование их для широкой пропаганды достижений отечественной медицинской науки и практики здравоохранения                  | Грандо, Александр Абрамович                   | доктор медицинских наук, директор Музея медицины УССР |
| Цикл работ «Обоснование, комплексная разработка и внедрение в широкую медицинскую практику методов диагностики, лечения и профилактики заболеваний аденомы»                                               | Кравчук, Василий Остапович                    | заведующий отделением Волынской областной больницы |
| Цикл работ «Обоснование, комплексная разработка и внедрение в широкую медицинскую практику методов диагностики, лечения и профилактики заболеваний аденомы»                                               | Чернышев, Виктор Павлович                     | доктор медицинских наук, заведующий лабораторией Киевского научно-исследовательского института педиатрии, акушерства и гинекологии имени Героя Советского Союза профессора П. М. |
| Цикл работ «Обоснование, комплексная разработка и внедрение в широкую медицинскую практику методов диагностики, лечения и профилактики заболеваний аденомы»                                               | Серняк, Пётр Степанович                       | доктор медицинских наук, заведующий кафедрой Донецкого медицинского института имени М. Горького                                                                                  |
| Цикл работ «Обоснование, комплексная разработка и внедрение в широкую медицинскую практику методов диагностики, лечения и профилактики заболеваний аденомы»                                               | Возианов, Александр Фёдорович                 | доктор медицинских наук, заведующий кафедрой Киевского медицинского института имени академика А. О. Богомольца                                                                   |
| Цикл работ «Обоснование, комплексная разработка и внедрение в широкую медицинскую практику методов диагностики, лечения и профилактики заболеваний аденомы»                                               | Люлько, Алексей Владимирович                  | доктор медицинских наук, проректор Днепропетровского медицинского института |
| Цикл работ «Обоснование, комплексная разработка и внедрение в широкую медицинскую практику методов диагностики, лечения и профилактики заболеваний аденомы»                                               | Колесников, Георгий Филиппович                | доктор медицинских наук, заведующий лабораторией Киевского научно-исследовательского института урологии и нефрологии                                                             |
| Цикл работ «Обоснование, комплексная разработка и внедрение в широкую медицинскую практику методов диагностики, лечения и профилактики заболеваний аденомы»                                               | Юнда, Иван Фёдорович                          | доктор медицинских наук, заведующий отделением Киевского научно-исследовательского института урологии и нефрологии                                                               |
| Цикл работ «Обоснование, комплексная разработка и внедрение в широкую медицинскую практику методов диагностики, лечения и профилактики заболеваний аденомы»                                               | Переверзев, Алексей Сергеевич                 | доктор медицинских наук, заведующий отделением Киевского научно-исследовательского института урологии и нефрологии                                                               |
| Цикл работ «Обоснование, комплексная разработка и внедрение в широкую медицинскую практику методов диагностики, лечения и профилактики заболеваний аденомы»                                               | Павлова, Лилия Петровна                       | доктор медицинских наук, заведующая отделом Киевского научно-исследовательского института урологии и нефрологии                                                                  |
| Цикл работ «Обоснование, комплексная разработка и внедрение в широкую медицинскую практику методов диагностики, лечения и профилактики заболеваний аденомы»                                               | Карпенко, Виктор Степанович                   | доктор медицинских наук, директор Киевского научно-исследовательского института урологии и нефрологии                                                                            |
| Разработка прогрессивной технологии выращивания семян, выведение и внедрение в производство высокоурожайных сортов люцерны для Степной зоны УССР                                                          | Смутченко, Леонид Тимофеевич                  | директор совхозв «Лиманский» Херсонского аграрно-промышленного объединения по производству и переработке овощей, фруктов, винограда                                              |
| Разработка прогрессивной технологии выращивания семян, выведение и внедрение в производство высокоурожайных сортов люцерны для Степной зоны УССР                                                          | Демчук, Анатолий Тимофеевич                   | председатель колхозво имени Щорса Долинского района Кировоградской области |
| Разработка прогрессивной технологии выращивания семян, выведение и внедрение в производство высокоурожайных сортов люцерны для Степной зоны УССР                                                          | Тур, Василий Захарович                        | председатель колхоза имени Татарбунарского восстания Татарбунарского района Одесской области                                                                                     |
| Разработка прогрессивной технологии выращивания семян, выведение и внедрение в производство высокоурожайных сортов люцерны для Степной зоны УССР                                                          | Терещенко, Николаю Михайловичу                | кандидат сельскохозяйственных наук, заведующий отделом Всесоюзного селекционно-генетического института                                                                           |
| Разработка прогрессивной технологии выращивания семян, выведение и внедрение в производство высокоурожайных сортов люцерны для Степной зоны УССР                                                          | Клюй, Василий Семёнович                       | кандидат экономических наук, заместитель заведующего отделом Управления Делами Совета Министров УССР                                                                             |
| Разработка прогрессивной технологии выращивания семян, выведение и внедрение в производство высокоурожайных сортов люцерны для Степной зоны УССР                                                          | Гасаненко, Луиза Степановна                   | кандидат сельскохозяйственных наук, старший научный сотрудник Украинского научно-исследовательского института орошаемого земледелия                                              |
| Разработка прогрессивной технологии выращивания семян, выведение и внедрение в производство высокоурожайных сортов люцерны для Степной зоны УССР                                                          | Гасаненко, Алексей Яковлевич                  | кандидат сельскохозяйственных наук. заведующий лабораторией Украинского научно-исследовательского института орошаемого земледелия                                                |
| Разработка прогрессивной технологии выращивания семян, выведение и внедрение в производство высокоурожайных сортов люцерны для Степной зоны УССР                                                          | Гладков, Серафим Александрович                | кандидат сельскохозяйственных наук, заведующий лабораторией Украинского научно-исследовательского института орошаемого земледелия                                                |
| Разработка прогрессивной технологии выращивания семян, выведение и внедрение в производство высокоурожайных сортов люцерны для Степной зоны УССР                                                          | Собко, Александр Алексеевич                   | член-корреспондент ВАСХНИЛ, заместитель председателя президиума Южного отделения Всесоюзной академии сельскохозяйственных наук имени В. И. Ленина                                |
| Цикл научных работ по истории средневекового Киева (1972—1982) | Гупало, Константин Николаевич                 | заместитель директора Музея истории города Киева |
| Цикл научных работ по истории средневекового Киева (1972—1982) | Харламов, Виктор Александрович                | младший научный сотрудник Института археологии Академии наук УССР |
| Цикл научных работ по истории средневекового Киева (1972—1982) | Сагайдак, Михаил Андреевич                    | младший научный сотрудник Института археологии Академии наук УССР |
| Цикл научных работ по истории средневекового Киева (1972—1982) | Ивакин, Глеб Юрьевич                          | младший научный сотрудник Института археологии Академии наук УССР |
| Цикл научных работ по истории средневекового Киева (1972—1982) | Молчан, Иван Иванович                         | младший научный сотрудник Института археологии Академии наук УССР |
| Цикл научных работ по истории средневекового Киева (1972—1982) | Килиевич, Стефания Ромуальдовна               | кандидат исторических наук, старший научный сотрудник Института археологии Академии наук УССР                                                                                    |
| Цикл научных работ по истории средневекового Киева (1972—1982) | Боровский, Ярослав Евгеньевич                 | кандидат филологических наук, старший научный сотрудник Института археологии Академии наук УССР                                                                                  |
| Цикл научных работ по истории средневекового Киева (1972—1982) | Высоцкий, Сергей Александрович                | доктор исторических наук, заведующий сектором Института археологии Академии наук УССР                                                                                            |
| Цикл научных работ по истории средневекового Киева (1972—1982) | Толочко, Пётр Петрович                        | доктор исторических наук, заведующий отделом Института археологии Академии наук УССР                                                                                             |
| Пятитомное в семи книгах издание «Определитель грибов Украины» (1967—1979) | Морочковский, Семён Филимонович (посмертно)   | доктор биологических наук |
| Пятитомное в семи книгах издание «Определитель грибов Украины» (1967—1979) | Зеров, Дмитрий Константинович (посмертно)     | академик Академии наук УССР |
| Пятитомное в семи книгах издание «Определитель грибов Украины» (1967—1979) | Смицкая, Мария Фёдоровна                      | Института ботаники имени М. Г. Холодного Академии наук УССР]] |
| Пятитомное в семи книгах издание «Определитель грибов Украины» (1967—1979) | Зерова, Мария Яковлевна                       | доктор биологических наук, старший научный сотрудник Института ботаники имени М. Г. Холодного Академии наук УССР                                                                 |
| Пятитомное в семи книгах издание «Определитель грибов Украины» (1967—1979) | Дудка, Ирина Александровна                    | доктор биологических наук, заведующая отделом Института ботаники имени М. Г. Холодного Академии наук УССР                                                                        |
| Создание и внедрение в авиационную и другие отрасли промышленности материалов, оборудования и технологии детонационного напыления покрытий, значительно повышающих надежность и ресурс машин и механизмов | Дудко, Даниил Андреевич                       | академик Академии наук УССР, заместитель директора Института электросварки имени Е. О. Патона Академии наук УССР                                                                 |
| Создание и внедрение в авиационную и другие отрасли промышленности материалов, оборудования и технологии детонационного напыления покрытий, значительно повышающих надежность и ресурс машин и механизмов | Канарчук, Вадим Евгеньевич                    | доктор технических наук, заведующий кафедрой Киевского института инженеров гражданской авиации                                                                                   |
| Создание и внедрение в авиационную и другие отрасли промышленности материалов, оборудования и технологии детонационного напыления покрытий, значительно повышающих надежность и ресурс машин и механизмов | Кадыров, Валерий Хабибович                    | кандидат технических наук, заведующий отделом особого конструкторско-технологического бюро Института проблем материаловедения Академии наук УССР                                 |
| Создание и внедрение в авиационную и другие отрасли промышленности материалов, оборудования и технологии детонационного напыления покрытий, значительно повышающих надежность и ресурс машин и механизмов | Козлов, Сергей Александрович                  | заведующий отделом особого конструкторско-технологического бюро Института проблем материаловедения Академии наук УССР                                                            |
| Создание и внедрение в авиационную и другие отрасли промышленности материалов, оборудования и технологии детонационного напыления покрытий, значительно повышающих надежность и ресурс машин и механизмов | Андрущак, Олег Антонович                      | заведующий сектором особого конструкторско-технологического бюро Института проблем материаловедения Академии наук УССР                                                           |
| Создание и внедрение в авиационную и другие отрасли промышленности материалов, оборудования и технологии детонационного напыления покрытий, значительно повышающих надежность и ресурс машин и механизмов | Гарда, Александр Петрович                     | заведующий сектором особого конструкторско-технологического бюро Института проблем материаловедения Академии наук                                                                |
| Создание и внедрение в авиационную и другие отрасли промышленности материалов, оборудования и технологии детонационного напыления покрытий, значительно повышающих надежность и ресурс машин и механизмов | Павлов, Александр Филиппович                  | генеральный директор Казанского моторостроительного производственного объединения                                                                                                |
| Создание и внедрение в авиационную и другие отрасли промышленности материалов, оборудования и технологии детонационного напыления покрытий, значительно повышающих надежность и ресурс машин и механизмов | Белоног, Валерий Михайлович                   | заместитель генерального директора Казанского моторостроительного производственного объединения                                                                                  |
| Создание и внедрение в авиационную и другие отрасли промышленности материалов, оборудования и технологии детонационного напыления покрытий, значительно повышающих надежность и ресурс машин и механизмов | Пересада, Иван Данилович                      | начальник производства Запорожского производственного объединения «Моторостроитель» имени 50-летия Великой Октябрьской социалистической революции                                |
| Создание и внедрение в авиационную и другие отрасли промышленности материалов, оборудования и технологии детонационного напыления покрытий, значительно повышающих надежность и ресурс машин и механизмов | Самсонов, Григорий Валентинович (посмертно)   | член-корреспондент Академии наук УССР |
| Создание спортивного комплекса Республиканского стадиона в городе Киеве | Есипенко, Павел Евменович                     | Заместитель Председатели Совета Министров УССР |
| Создание спортивного комплекса Республиканского стадиона в городе Киеве | Гранаткин, Геннадий Иванович                  | заведующий отделом Зонального научно-исследовательского и проектного института типового и экспериментального проектирования жилых и общественных зданий                          |
| Создание спортивного комплекса Республиканского стадиона в городе Киеве | Трофименко, Юрий Николаевич                   | заместитель главного инженера Зонального научно-исследовательского и проектного института типового и экспериментального проектирования жилых и общественных зданий               |
| Создание спортивного комплекса Республиканского стадиона в городе Киеве | Злобин, Геннадий Карпович                     | Председатель Госстроя УССР |
| Создание спортивного комплекса Республиканского стадиона в городе Киеве | Корытный, Валерий Фёдорович                   | заместитель начальника управления Комитета по физической культуре и спорту при Совете Министров УССР                                                                             |
| Создание спортивного комплекса Республиканского стадиона в городе Киеве | Жданова, Томила Тимофеевна                    | бригадир каменщиков специализированного строительного управления № 48 треста «Киевопорядстрой»                                                                                   |
| Создание спортивного комплекса Республиканского стадиона в городе Киеве | Гречина, Михаил Игнатьевич (посмертно)        | кандидат архитектуры |
| Учебник «Микробиология с вирусологией и иммунологией», опубликованный в 1980 году (4-е издание) | Пяткин, Кирилл Дмитриевич                     | доктор медицинских наук, старший научный сотрудник Крымского медицинского института                                                                                              |
| Учебник «Микробиология с вирусологией и иммунологией», опубликованный в 1980 году (4-е издание) | Кривошеин, Юрий Семёнович                     | кандидат медицинских наук, заведующий кафедрой Крымского г.едического института                                                                                                  |
| Учебник «Металлургия чугуна», опубликованный в 1981 году | Ефименко, Георгий Григорьевич                 | член-корреспондент Академии наук УССР, Министр высшего и среднего специального образования УССР                                                                                  |
| Учебник «Металлургия чугуна», опубликованный в 1981 году | Гиммельфарб, Абрам Анатольевич                | доктор технических наук, заведующий кафедрой Днепропетровского металлургического института имени Л. И. Брежнева                                                                  |
| Учебник «Металлургия чугуна», опубликованный в 1981 году | Левченко, Василий Ефимович                    | кандидат технических наук, проректор Днепропетровского металлургического института имени Л. И. Брежнева                                                                          |